# Клівленд Баронс (НХЛ)
Клівленд Баронс (укр. Барони Клівленду, англ. Cleveland Barons) — колишній професіональний хокейний клуб, який виступав у Національній хокейній лізі протягом 2 сезонів з 1976 по 1978 роки. «Баронс» проводили свої домашні поєдинки в Річфілд-колісіум, місто Річфілд, штат Огайо. Найбільше команда використовувала червоний, чорний та білий кольори для своєї форми. Спочатку команда мала назву Каліфорнія Сілс, потім перейменувалися у Окленд Сілс протягом сезону 1967-68, а згодом отримала назву «Каліфорнія Голден-Сілс» у 1970 році. У 1976 році команда переїхала до Річфілду і отримала нову назву — Клівленд Баронс. У 1978 році команду було об'єднано з Міннесотою Норз-Старс, оскільки обидва клуби мали великі фінансові проблеми. Далі утворена команда продовжила виступ під назвою Міннесота Норз-Старс.